# Socks-Gletscher
Der Socks-Gletscher ist ein kleiner Gletscher in der antarktischen Ross Dependency. Er fließt von den östlichen Hängen der Königin-Alexandra-Kette unmittelbar nördlich der Owen Hills und mündet in die Westflanke des Beardmore-Gletschers. 
Der Gletscher wurde von Teilnehmern der Nimrod-Expedition (1907–1909) unter der Leitung des britischen Polarforschers Ernest Shackleton entdeckt. Benannt ist er nach dem Pony Socks, das als eines von vier Pferden beim Marsch Shackletons und dreier Begleiter in Richtung Südpol als Zugtier für die Transportschlitten diente. 